# Le Mesnil-Théribus
Le Mesnil-Théribus è un comune francese di 850 abitanti situato nel dipartimento dell'Oise della regione dell'Alta Francia.

## Società

### Evoluzione demografica
Abitanti censiti